# Gotlandssolvända
Gotlandssolvända (Fumana procumbens) är en växtart i familjen solvändeväxter. Den är lågväxande, grenarna är nedliggande och beroende på ålder mer eller mindre vedartade. Blommorna är gula och har fem kronblad. 
Gotlandssolvändan blommar från juni till augusti och endast tidigt på morgonen; den tappar kronbladen redan på förmiddagen.